# 離脱理論
離脱理論（りだつりろん、英: disengagement theory）は、老年学や老年社会学の用語で、望ましい老化のあり方を示している。

## 要旨
この理論はカミングとヘンリーによって1960年代に提唱された。彼らは、老化は高齢者と社会の相互行為の減少の過程であり、高齢者と社会が離れていくことは避けられないとした。そのため、高齢者は自ら社会からの離脱を望み、社会は離脱しやすいようなシステムを用意して高齢者を解放するべきだとした。同じ時期に発展した逆の理論として活動理論がある。これは高齢者は社会から離脱していくのではなく、中年の頃の活動性を維持していくべきだという理論であった。

## 離脱の過程
カミングとヘンリーは離脱の過程を示した。
人はみな死が訪れる。それに向けて事前に準備していく。その結果として、人は自身を取り巻く社会において、人とのつながりを減らしていく。人のつながりは規範をもたらすので、離脱はその規範から解放されて自由になるのである。
社会と人がともに離脱の準備を完成させれば、離脱したことになる。人だけ準備できて社会がそうでないと、その人と他の社会の成員との間での差別は生じるが、社会との関係は基本的に続くことになる。社会だけ準備できて人ができていない場合、基本的に離脱したことになる。
また、男女での社会的役割の違いから、離脱の家庭も異なる。この理論が作られた当時は、男性の中心となる役割は仕事で女性の役割は結婚や家庭とされていた。その中心となる役割を失うと、離脱ということを想定しなければ、居場所を失い、精神的な不安定が起こるとした。
離脱の準備が起きるのは、次の場合とした。残りの人生が短いと感じたとき、居場所がなくなってきたと感じたとき、自我の力を失ってきたと感じたときである。また、社会は以下の理由で高齢者の離脱を進める。法律の条件、核家族などである。
そして、離脱理論は文化に依存するものとした。